# حصار دمياط (1249)

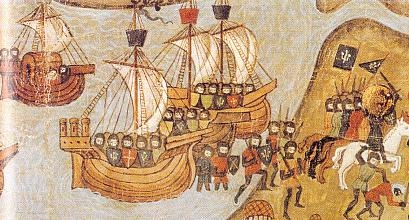

حصار دمياط في عام 1249 م/647 هـ كان جزءًا من الحملة الصليبية السابعة.

## إقلاع الحملة نحو مصر
في أغسطس 1248 أقلعت سفن الحملة الصليبية السابعة ـ بقيادة لويس التاسع ـ من فرنسا، وبعد رحلة بحرية طويلة قامت الحملة بوقفة تعبوية في جزيرة قبرص ـ بناء على نصيحة مستشاري لويس ـ لتجميع كل السفن والمقاتلين قبل التوجه إلى مصر ، حيث انضم إليه كثير من صليبيي الشام وقوات من فرسان المعبد (الداوية) والاسبتارية قدمت من عكا تحت قيادة مقدميها، وفي مايو 1249 أبحرت الحملة نحو مصر، غير أن شدة الرياح أدت إلى جنوح نحو 700 سفينة ـ تحمل حوالي 2100 فارس صليبي ـ إلى عكا وسواحل الشام، فتوقف لويس في شبه جزيرة المورة اليونانية حيث انضم إليه قريبه «هيو دو بورغوندي» الذي شارك من قبل في حملات صليية آخرى، ثم أبحرت السفن إلى مصر.

## استعداد مصر لمواجهة الحملة
أدى توقف الحملة في قبرص إلى تسرب أنبائها إلى مصر قبل وصول سفنها إلى المياه المصرية. ويقال أن فريدريك الثاني، الذي كان في صراع مع بابا الكاثوليك، بعث إلى السلطان نجم الدين أيوب يخطره بإبحار لويس التاسع لغزو مصر ، مما منح السلطان أيوب فرصة للاستعداد وإقامة التحصينات، ويذكرالمؤرخ ابن أيبك الدواداري أن فريدرك الثاني بعث رسالة إلى الملك الصالح يحذره فيها من عزم لويس التاسع على غزو مصر ويقول له فيها: «إنه (أي لويس) قد وصل في خلق كثير، وقد اجتهدت غاية الاجتهاد على رده عن مقصده وخوفته، فلم يرجع لقولي، فكن منه على حذر»، فأنهى السلطان الصالح أيوب حصاره لحمص. وعاد من الشام إلى مصر على محفة بسبب مرضه الشديد، ونزل في المحرم 647 هـ/أبريل 1249 م عند قرية أشموم طناح، على البر الشرقي من الفرع الرئيسي للنيل. وأصدر أوامره بالاستعداد وشحن دمياط بالأسلحة والأقوات والأجناد، وأمر نائبه بالقاهرة الأمير حسام الدين بن أبي علي بتجهيز الأسطول، وأرسل الأمير فخر الدين يوسف بن شيخ الشيوخ، وكان أميراً في نحو الثمانين، على رأس جيش كبير ليعسكر في البر الغربي لدمياط حتى يواجه الفرنج إذا قدموا.

## حصار دمياط وسقوطها
وصلت سفن الصليبيين إلى ثغر دمياط وأرسل لويس رسالة إلى الملك الصالح أيوب يطالبه فيها بالاستسلام فرد عليه الصالح برسالة يحذره فيها من مغبة مهاجمته لمصر وينبئه بأن بغيه سيصرعه. وفي فجر السبت 22 صفر 647 هـ/5 يونيو 1249 نزل جنود وفرسان الحملة على بر دمياط. كانت القوات الصليبية تضم نحو 50,000 مقاتل وفارس ، وضربت للويس خيمة حمراء كبيرة على الشط ، فنشب قتال شديد بين المسلمين والصليبيين انتهى بتراجع المسلمين. وفي المساء بعد أن ظن أتابك الجيش فخر الدين يوسف بن شيخ الشيوخ أن الصالح أيوب قد توفى انسحب من دمياط وخلفه سكانها والعربان الذين كان الصالح أيوب قد وكلهم بالدفاع عن المدينة ، فدخلها الصليبيون بسهولة بدون مقاومة وأستولوا عليها بكل ما كان فيها من سلاح ومؤونة، وحصنوا أسوارها. حول الصليبيون جامع المدينة إلى كاتدرائية ونصبوا عليها أسقفاً، وصارت دمياط مدينة صليبية وعاصمة لمملكة ماوراء البحار (أوتريميه).

## رد فعل المصريين
كان لسقوط دمياط في أيدي الصليبيين وقع الصاعقة على الناس وعلى الصالح أيوب الذي غضب من الأمير فخر الدين وقال له: «أما قدرتم تقفون ساعة بين يدي الفرنج؟»، وأمر بإعدام نحو خمسين من أمراء العربان الذين تهاونوا وغادروا دمياط دون إذن. وحُمل السلطان المريض في حراقة إلى قصر المنصورة.
أعلن النفير العام في مصر وهرولت عامة الناس إلى المنصورة لأجل الجهاد ضد الغزاة، وأرسلت الشواني بالمحاربين والسلاح إلى جبهة القتال. وقامت حرب عصابات ضد الجيش الصليبي المتحصن خلف الأسوار والخنادق، وراح المجاهدون يشنون هجمات على معسكراته ويأسرون مقاتليه وينقلونهم إلى القاهرة. ويروي المؤرخ الصليبي «جوانفيل» (Joinville) الذي رافق الحملة، أن المسلمون كانوا يتسللون أثناء الليل إلي المعسكر الصليبي ويقتلون الجنود وهم نيام ويهربون برؤوسهم. ويذكر المؤرخ ابن أيبك الدواداري أن خوف الصليبيون من المتطوعين العوام كان أشد من خوفهم من الجنود.

## هزيمة الحملة
في 24 أكتوبر، وصل إلى دمياط من فرنسا «ألفونس دى بواتييه» الشقيق الثالث للملك لويس ومعه إمدادات وقوات إضافية، فتشجع الصليبيون وقرروا التحرك إلى الأسكندرية أو القاهرة. واختار لويس القاهرة بنصيحة من أخيه «روبرت دو ارتوا» الذي قال له: «إذا أردت قتل الأفعى فاضربها على رأسها»، غير أن الحملة لم تلبث أن هُزمت في المنصورة وفارسكور (فبراير 1250) وقُتل الكثير من فرسانها وقادتها وأُسر قائدها الأعلى لويس التاسع.